# Jo Yeong-ja
Jo Yeong-ja (조영자?; Seul, 8 gennaio 1950) è un'ex cestista sudcoreana.

## Carriera
Con la Corea del Sud ha disputato i Campionati del mondo del 1971 e quattro edizioni dei Campionati asiatici (1968, 1970, 1972, 1974).